# Pats' Poppenspel
Pats' Poppenspel was een Vlaams poppentheater, waarbij de figuur "Pats" centraal stond.

## Geschiedenis
Advocaat Karel Weyler vermaakte in 1941 de leden van de Antwerpse balie door 17 poppenkastpoppen naar hun beeltenis te laten maken en er een voorstelling rond te bouwen. Uit deze revues kwam "'t Spelleke van Teune" voort dat vanaf 1948 "Pats' Poppenspel" zou heten.
Pats, het hoofdpersonage van het poppentheater, was een ros jongetje met een grote grijns op zijn gezicht. Het figuurtje was gebaseerd op de hofnar van Karel V van het Heilige Roomse Rijk, waar Emiel Fleerackers al enkele jeugdromans aan had gewijd.
Pats' Poppenspel was eind jaren 1940 tot begin jaren 1960 een van de populairste poppentheaters in Vlaanderen. Technisch gezien waren ze zeer innovatief en introduceerden technieken die voorheen nog niet de Vlaamse poppentraditie gezien waren. Hun succes was zo groot dat ze gans Vlaanderen doorreisden en op een kwart-eeuw tijd meer dan 5.000 voorstellingen brachten.
In juni 1980 nam Walter Merhottein (Poppenspel Kiekeboe) het theater over. Pats werd hierbij gebruikt om de avonturen van De Kiekeboes in te leiden.

## Willy Vandersteen
In 1949 bewerkte Weyler enkele verhalen uit de stripreeks Suske en Wiske. Willy Vandersteen genoot van deze adaptaties en schonk  Weyler de toestemming zijn figuren te gebruiken om er poppenkastvoorstellingen omheen te organiseren. Vandersteen ontwierp de decors, de muziek werd geschreven door Armand Preud'homme en de teksten door Jef Contrijn, wiens vrouw Germaine Gijsels ook de kledij voor de poppen ontwierp.
Vandersteen maakte op zijn beurt ook in Suske en Wiske reclame voor Pats' Poppenspel. In de albums De mottenvanger, De circusbaron, Het hondenparadijs, De wilde weldoener en De poppenpakker heeft het poppenspel een cameo.
In 1974 creëerde Vandersteen de stripreeks Pats voor De Standaard. Weyler had hier echter geen toestemming voor gegeven en dreigde met een rechtszaak. Vandaar dat de reeks in 1977 werd omgedoopt in Tits en het hoofdpersonage hertekend en gehermodelleerd werd. Het scenario voor deze stripreeks werd door Merho geschreven, wiens broer Walter Merhottein in 1980 Pats' Poppenspel zou overnemen. Merho vond echter dat hij te weinig erkenning kreeg en stapte in 1977 op om zijn eigen stripreeks De Kiekeboes te beginnen.

## Televisie
Pats' Poppenspel liet vanaf 1955 haar voorstellingen ook op televisie uitzenden, tijdens het kinderuurtje. Ze verschenen onder meer in een aflevering van de tv-serie "Van toen tot nu" (1966).